# Matrice jacobienne
Ne doit pas être confondu avec Matrice de Jacobi.
En analyse vectorielle, la matrice jacobienne est la matrice des dérivées partielles du premier ordre d'une fonction vectorielle en un point donné. Son nom vient du mathématicien Charles Jacobi. Le déterminant de cette matrice, appelé jacobien, joue un rôle important pour l'intégration par changement de variable et dans la résolution de problèmes non linéaires.

## Définition
Soit F une fonction d'un ouvert de ℝn à valeurs dans ℝm. Une telle fonction est définie par ses m fonctions composantes à valeurs réelles : 

Les dérivées partielles de ces fonctions en un point M, si elles existent, peuvent être rangées dans une matrice à m lignes et n colonnes, appelée matrice jacobienne de F :
La case sur la ligne i et la colonne j contient {\displaystyle {\frac {\partial f_{i}}{\partial x_{j}}}} qui est la dérivée partielle de la i-ème fonction composante fi selon la variable xj. Cette matrice est notée :
Pour i = 1, … , m, la i-ème ligne de cette matrice est la transposée du vecteur gradient au point M de la fonction fi, lorsque celui-ci existe.
La matrice jacobienne est également la matrice de la différentielle de la fonction, lorsque celle-ci existe.
On démontre que la fonction F est de classe C1 si et seulement si ses dérivées partielles existent et sont continues.

## Propriétés
La composée F∘G de fonctions différentiables est différentiable, et sa matrice jacobienne s'obtient par la formule :
dont un cas particulier est la formule de dérivation de la composée de deux fonctions réelles d'une variable réelle, f et g :

## Déterminant jacobien
Si m = n, alors la matrice jacobienne de F est une matrice carrée. Son déterminant det JF est appelé le déterminant jacobien, ou jacobien. Dire que le jacobien est non nul revient donc à dire que la matrice jacobienne est inversible.
Une fonction F de classe C1 est inversible au voisinage de M avec une réciproque F−1 de classe C1 si et seulement si son jacobien en M est non nul (théorème d'inversion locale). La matrice jacobienne de F−1 se déduit alors de celle de F, par la formule
Le théorème de changement de variables dans les intégrales multiples fait intervenir la valeur absolue du jacobien.
Théorème — Soient U un ouvert de ℝn, F une injection de classe C1 de U dans ℝn et V = F(U).
- Si g est une fonction mesurable de V dans [0, +∞], on a égalité des intégrales pour la mesure de Lebesgue sur ℝn :{\displaystyle \int _{V}g(y_{1},\ldots ,y_{n})~\mathrm {d} y_{1}\ldots \mathrm {d} y_{n}=\int _{U}g\left(F\left(x_{1},\ldots ,x_{n}\right)\right)\left|\det J_{F}(x_{1},\ldots ,x_{n})\right|~\mathrm {d} x_{1}\ldots \mathrm {d} x_{n}}.
- Si g est une fonction intégrable sur V à valeurs complexes alors (g∘F)|detJF| est intégrable sur U et les deux intégrales coïncident encore.

Il n'est pas nécessaire de supposer que V soit ouvert, ni que F soit un homéomorphisme de U sur V : cela résulte des hypothèses, d'après le théorème de l'invariance du domaine.
On démontre d'abord ce théorème si F est un difféomorphisme (ce qui, d'après le théorème d'inversion locale, revient simplement à rajouter l'hypothèse que le jacobien de F ne s'annule en aucun point de U), puis on s'affranchit de cette hypothèse grâce au théorème de Sard.

### Exemple
Le passage aux coordonnées polaires en coordonnées cartésiennes est un changement de variables (r,θ) → (x,y) défini par l'application suivante :
La matrice jacobienne au point (r, θ) est :
Le jacobien du passage en coordonnées polaires est donc :
Si g est une fonction intégrable sur un ouvert V de ℝ2, en posant

et en appliquant le théorème ci-dessus non pas directement à U et V (F n'est pas injective et U n'est pas ouvert dans ℝ2) mais aux ouverts intermédiaires
on obtient (puisque U\U' et V\V' sont négligeables) :

## Interprétation

### Matrice jacobienne
La matrice jacobienne intervient dans le développement limité des fonctions à plusieurs variables : au voisinage du point M, l'approximation linéaire de la fonction F est donnée par :

### Jacobien
Si le jacobien est positif au point M, l'orientation de l'espace est conservée au voisinage de ce point. À l'inverse, l'orientation est inversée si le jacobien est négatif.
Si l'on considère un « petit » domaine, le volume de l'image de ce domaine par la fonction F sera celui du domaine de départ
multiplié par la valeur absolue du jacobien.

### Application
En mécanique des milieux continus, le tenseur des déformations pour les petites déformations (ou tenseur de Green) est la partie symétrique de la matrice jacobienne du vecteur-déplacement de chaque point du solide.
En mécanique analytique, on sait qu'une transformation est canonique si et seulement si sa jacobienne appartient au groupe symplectique.
L'inversion du produit de matrices jacobiennes successives est aussi utile pour déterminer la propagation des incertitudes dans une expérience. Par exemple dans un cas de trois capteurs fournissant respectivement trois observations qui sont chacun sensibles à trois mesurandes, l'inversion de la matrice jacobienne de la relation mesurandes vers observations permet de déterminer l'incertitude sur chacun des mesurandes connaissant expérimentalement l'incertitude sur chacune des observations (bruit de fond expérimental). Lorsque les trois capteurs sont complètement découplés, le cas idéal, les matrices jacobiennes sont diagonales et il n'y a pas de propagation dramatique de l'incertitude.